# Solpugema brachyceras
Espèce
Synonymes
- Solpuga brachyceras Lawrence, 1931

Solpugema brachyceras est une espèce de solifuges de la famille des Solpugidae.

## Distribution
Cette espèce est endémique d'Afrique du Sud.

## Description
Le mâle holotype mesure 20 mm.

## Publication originale
- Lawrence, 1931 : New South African Solifugae. Annals of the South African Museum, vol. 30, p. 131–136 (texte intégral).